# Casablanca (Chile)
Casablanca ist eine Gemeinde in Chile. Sie liegt in der Küstenkordillere, etwa 40 km in südöstlicher Richtung von der Hafenstadt Valparaíso entfernt. Im 952 km2 umfassenden Gemeindegebiet leben rund 26.900 Einwohner, davon etwa 2/3 im urbanen Zentrum. Die wirtschaftlichen Aktivitäten in der Gemeinde konzentrieren sich in Land- und Forstwirtschaft.

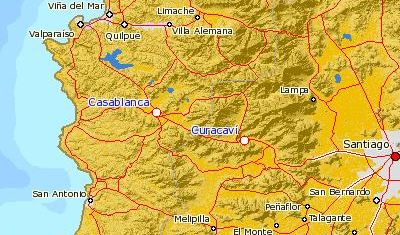
Lage von Casablanca zwischen Valparaíso und Santiago

Mit der kalifornischen Stadt Napa existiert eine Städtepartnerschaft.

## Sehenswürdigkeiten
Die Weinstraße des Casablanca-Tals ist eine der chilenischen Weinstraßen, die die Weinregion Aconcagua durchquert.
Das Heiligtum von Lo Vásquez ist ein Wallfahrtsort für Katholiken aus dem ganzen Land, die jedes Jahr im Dezember zur Feier der Jungfrau Maria pilgern.

## Söhne und Töchter der Stadt
- Arturo Gordon (1883–1944), Maler
- Fernando Santís (* 1958), Fußballspieler
- Marco Plaza (* 1982), Fußballspieler
- Marcos Velásquez (* 1987), Fußballspieler
- Diego Plaza (* 2001), Fußballspieler
- Matías Plaza (* 2001), Fußballspieler